# Mount Prospect (Illinois)
Mount Prospect es una villa ubicada en el condado de Cook en el estado estadounidense de Illinois. En el Censo de 2010 tenía una población de 54167 habitantes y una densidad poblacional de 2.016,39 personas por km².

## Geografía
Mount Prospect se encuentra ubicada en las coordenadas 42°3′56″N 87°56′15″O / 42.06556, -87.93750. Según la Oficina del Censo de los Estados Unidos, Mount Prospect tiene una superficie total de 26.86 km², de la cual 26.78 km² corresponden a tierra firme y (0.33%) 0.09 km² es agua.

## Demografía
Según el censo de 2010, había 54167 personas residiendo en Mount Prospect. La densidad de población era de 2.016,39 hab./km². De los 54167 habitantes, Mount Prospect estaba compuesto por el 77.01% blancos, el 2.37% eran afroamericanos, el 0.36% eran amerindios, el 11.7% eran asiáticos, el 0.03% eran isleños del Pacífico, el 6.52% eran de otras razas y el 2% pertenecían a dos o más razas. Del total de la población el 15.52% eran hispanos o latinos de cualquier raza.